# Life Racing Engines
Life Racing Engines, comúnmente conocido como Life, fue un equipo italiano de Fórmula 1 fundando por Ernesto Vita para la temporada 1990. Participó en 14 Grandes Premios, pero no preclasificó a ninguno.

## Historia

### Antecedentes
Lamberto Leoni, un expiloto de Fórmula 1 a finales de los 70, había creado un equipo de Fórmula 3000, el First Racing. El equipo tenía la intención de lograr llegar a Fórmula 1. Con miras a este objetivo contrató a un chasista, Ricardo Divila, que realizó el modelo de chasis el First F189 a utilizar para su escudería. Al poco tiempo este abandonó el equipo para sumarse al Equipe Ligier y dejó el chasis a medio terminar. Con un boceto de chasis inconcluso, Leone recurrió a un estudio de diseño en Milán donde trabajaban ingenieros que habían pasado por Scuderia Ferrari y Zakspeed. A pesar de todo el esfuerzo que realizara el estudio milanés fueron construyendo el auto como se podía pero la falta de dinero pronto revelaría diversas fallas estructurales. Para cuando el primer monoplaza estuvo listo, se notaron los serios problemas de estructura, la mala calidad de la fundición con que fabricaron la caja de cambios, las suspensiones y hasta incluso defectos en los cordones de soldadura. A pesar de eso contrataron a Gabriele Tarquini y quien tenía experiencia en Coloni en el año 1988 y a Judd como motorista, se inscribieron para la temporada 1989 de Fórmula 1 pero no pudieron pasar las pruebas de choque y no pudieron competir en ese año.

### Life y el motor W12
En 1989, Ernesto Vita, un empresario de Módena que gastaba dinero en la velocidad, compró el chasis de First y el equipo que rebautiza como «Life» («vita» en inglés), realizó un contrato con Goodyear y montó un taller para desarrollar el motor del vehículo. Franco Rocchi (ingeniero mecánico del equipo) colocó un motor de 12 cilindros no en forma de V, sino en forma de W (tres filas de 4 cilindros). Rocci era ingeniero de motores de Ferrari desde los 60 hasta los 80 donde diseñó los motores V8 de 3.0 del Ferrari 308 GTB y GTS y también llevó a cabo experimentos como de un motor W3 para desarrollar un motor W18 para F1, pero fue cancelado debido al complejo desarrollo. Siguió preparando motores de la Scuderia hasta su despedido en 1980. Después pasó a ser diseñador privado de motores para poder crear el motor W12, en teoría el motor F35 W12 era tan compacto como un V8 pero tan potente como un V12 de Ferrari. Vita compró los derechos del motor a Rocci para vender sin éxito el revolucionario motor a otros equipos, y decidió usarlo para su equipo, tuvieron que hacer modificaciones al auto agregándole dos tomas de aire a la altura de los hombros del piloto, el cual quedaba totalmente expuesto. La prueba de choque no fue un problema y el equipo inscribió al modelo L190 para la temporada 1990 de Fórmula 1.

### Temporada 1990
El equipo contrata a Gary Brabham, hijo de Jack Brabham, en un intento de atraer al público y patrocinadores, ya que había grandes factores. En primer lugar, el motor tenía 450-500 caballos de potencia, cuando la mayoría de los motores superaban los 700. El chasis L190 era el más pesado de la parrilla, suspensiones de bajo presupuesto, manejabilidad dura, una mala fiabilidad del motor, pocas funciones (tenía menos de 10 botones contando habitáculo y volante), terminando con los graves problemas que tenía el túnel de viento. Como resultado, los monoplazas de Fórmula 3 de ese año eran tan rápidos como el Life y los Fórmula 3000 eran más rápidos que este monoplaza. La pole position de Jim Clark en el Gran Premio de Gran Bretaña de 1967 superaba el tiempo que hizo Bruno Giacomelli en 1990, hasta un monoplaza de 1969 o 1970 de Fórmula 1 era más rápido que el Life.
En su primer Gran Premio el equipo se presentó con un solo auto, un solo motor y pocas piezas de repuesto. El L190 no entró en la parrilla de salida debido a no conseguir el tiempo máximo estipulado por la FIA (terminó a 34 segundos del mejor de la preclasificación). En el segundo Gran Premio el monoplaza tampoco precalificó ya que solo avanzó 400 metros antes que el motor se dañase debido a que los mecánicos no le pusieron aceite, lo que causó la renuncia de Gary Brabham a la escudería.
Sin piloto, Vita decidió contratar a Bruno Giacomelli, que no disputaba un GP desde 1983. En su debut el vehículo no logró, nuevamente, ingresar en la parrilla de salida del Gran Premio de San Marino y el mismo Giacomelli admitía su temor de ser chocado por un vehículo más rápido.
Avanzando la temporada sin mejoría, el Life no precalificó en ninguno de los siguientes hasta que, ya cansado de su impulsor, Vita decidió recurrir a los motores Judd V8 después del Gran Premio de Italia. Dicho motor fue financiado con el auspicio de una empresa soviética. El equipo se había asociado con una empresa llamada PiC (siglas de Petersburg Industrial Company), tras un acuerdo millonario que luego no fue concretado en su totalidad. Pero los resultados no fueron los esperados ya que en el Gran Premio de Portugal el automóvil no salió a girar (el motor no entraba, y en su primera vuelta la cubierta del motor se desprendió y salió volando) y en el siguiente, el Gran Premio de España, no logró clasificar. Debido a esto, Vita decidió no disputar las carreras de Japón y Australia.
El Life F190 apareció en el Festival de la Velocidad de Goodwood en 2009, el único Life L190 restaurado y con su motor W12 de nuevo en su lugar. Ha sido propiedad de una empresa de tuneo en Emilia, Italia.

## Resultados

### Fórmula 1
(Clave) (negrita indica pole position) (cursiva indica vuelta rápida)

| Año     | Chasis | Motor          | Neu. | Pilotos          | 1    | 2    | 3    | 4    | 5    | 6    | 7    | 8    | 9    | 10   | 11   | 12   | 13   | 14   | 15  | 16  | Puntos | Pos. |
| ------- | ------ | -------------- | ---- | ---------------- | ---- | ---- | ---- | ---- | ---- | ---- | ---- | ---- | ---- | ---- | ---- | ---- | ---- | ---- | --- | --- | ------ | ---- |
| 1990    | L190   | F35 3.5 W12    | G    |                  | USA  | BRA  | SMR  | MON  | CAN  | MEX  | FRA  | GRB  | GER  | HUN  | BEL  | ITA  | POR  | ESP  | JPN | AUS | 0      | NC   |
| 1990    | L190   | F35 3.5 W12    | G    | Gary Brabham     | DNPQ | DNPQ |      |      |      |      |      |      |      |      |      |      |      |      |     |     | 0      | NC   |
| 1990    | L190   | F35 3.5 W12    | G    | Bruno Giacomelli |      |      | DNPQ | DNPQ | DNPQ | DNPQ | DNPQ | DNPQ | DNPQ | DNPQ | DNPQ | DNPQ |      |      |     |     | 0      | NC   |
| 1990    | L190   | Judd CV 3.5 V8 | G    | Bruno Giacomelli |      |      |      |      |      |      |      |      |      |      |      |      | DNPQ | DNPQ |     |     | 0      | NC   |
| Fuente: |        |                |      |                  |      |      |      |      |      |      |      |      |      |      |      |      |      |      |     |     |        |      |